# Ctenotus joanae
Ctenotus joanae este o specie de șopârle din genul Ctenotus, familia Scincidae, descrisă de Storr 1970. Conform Catalogue of Life specia Ctenotus joanae nu are subspecii cunoscute.